# Audi SQ5
Der Audi SQ5 ist ein Sport-Utility-Vehicle der Audi AG, das im September 2012 auf den Markt gekommen ist. Die erste Generation wurde im Rahmen des 24-Stunden-Rennens in Le Mans vorgestellt, die zweite Generation präsentierte Audi im Januar 2017 auf der North American International Auto Show (NAIAS) in Detroit. 2024 wurde die dritte Generation präsentiert.

## 1. Generation (Typ 8R, 2012–2017)
Die erste Generation des SQ5 kam im September 2012 auf den Markt. Er wird in Ingolstadt hergestellt und baut, wie auch der Audi Q5 8R, auf Audis modularem Längsbaukasten (MLB) auf. Die S-Variante des Audi Q5 ist das erste S-Modell mit Dieselmotor auf dem Europäischen Markt. Der 3.0 TDI ist auch im Audi A6 C7 und A7 C7 erhältlich, hat 230 kW (313 PS) und wird über zwei parallel geschaltete Turboaggregate aufgeladen. Der SQ5 hat dieselbe Bewertung beim Crashtest durch Euro NCAP wie der Q5.

### SQ5 TDI plus
Audi hat das serienmäßige „Glanzpaket Schwarz“ erweitert auf das Außenspiegelgehäuse, die Türgriffe, den Dachkantenspoiler und Diffusor. Eine weitere optische Individualisierung beim Exterieur ist jeweils eine Spange, die die vier Endrohre der Abgasanlage paarweise miteinander verbindet. Im Interieur steigert die verschiebbare Rücksitzbank die Variabilität und vergrößert bei Bedarf den Gepäckraum. Die Armauflagen in den Türverkleidungen sind mit Leder überzogen. Die Sitze in „Feinnappa Leder“ tragen Bezüge mit Rautensteppung in Silber.
Zusätzlich zu diesen Umfängen legte die Audi-Tochterfirma quattro GmbH für den SQ5 TDI plus ein spezielles auf 100 Exemplare limitiertes Ausstattungspaket „Audi exclusive selection arablau“ auf: Die Karosserie ist in der sogenannten Individualfarbe „Arablau Kristalleffekt“ lackiert und das Interieur ist mit Sportsitzen in schwarzem „Feinnappa Leder“ ausgestattet. Angepasst an die Außenfarbe sind auf den Sitzen, dem Lenkrad, der Wählhebelmanschette und den Fußmatten „arablaue“ Kontrastnähte. Außerdem sind Dekoreinlagen aus „Aluminium/Holz Beaufort schwarz“ verbaut. Das Ausstattungspaket war ab Marktstart zu einem Preis von 8670 Euro im SQ5 TDI plus bestellbar.

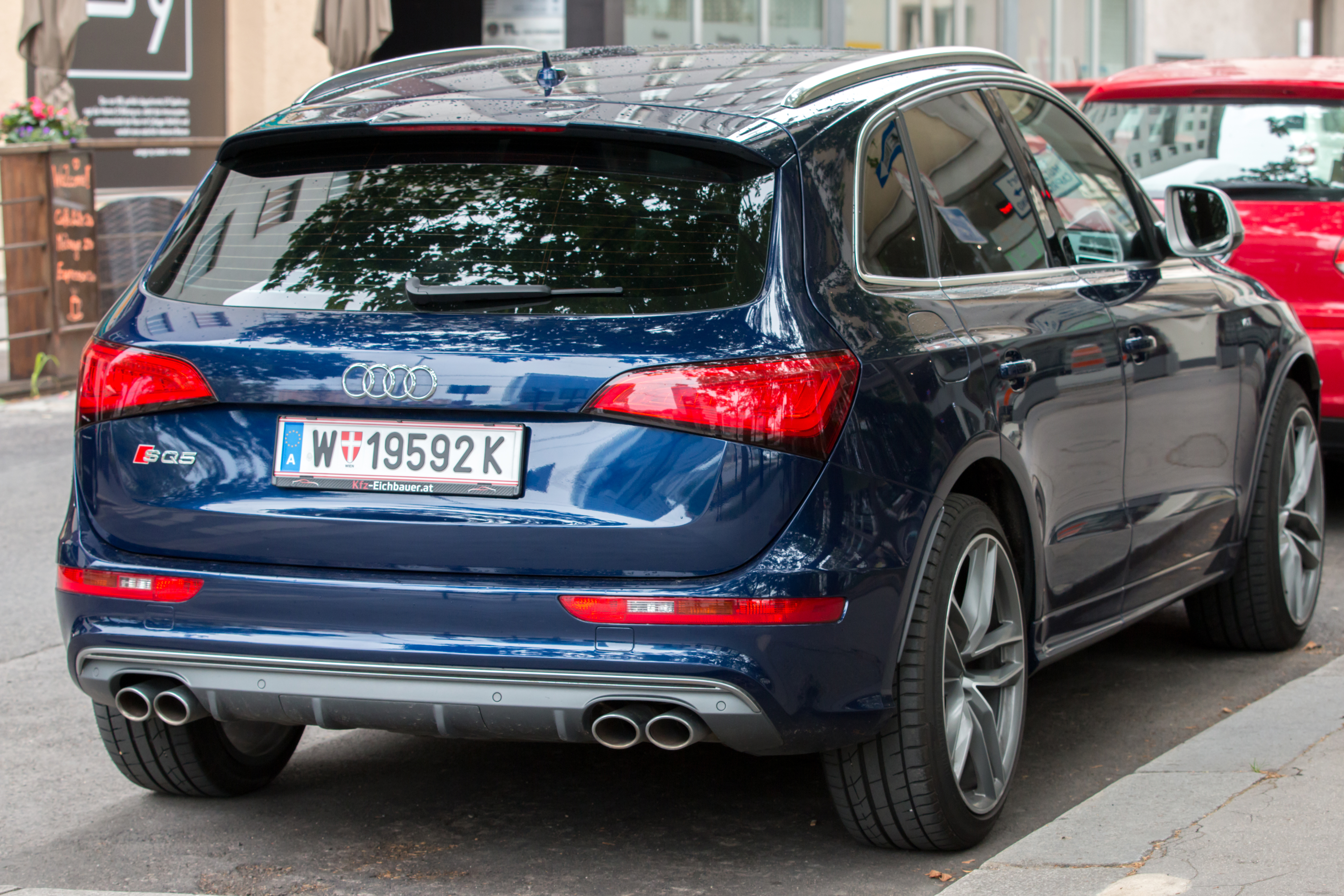
Heckansicht
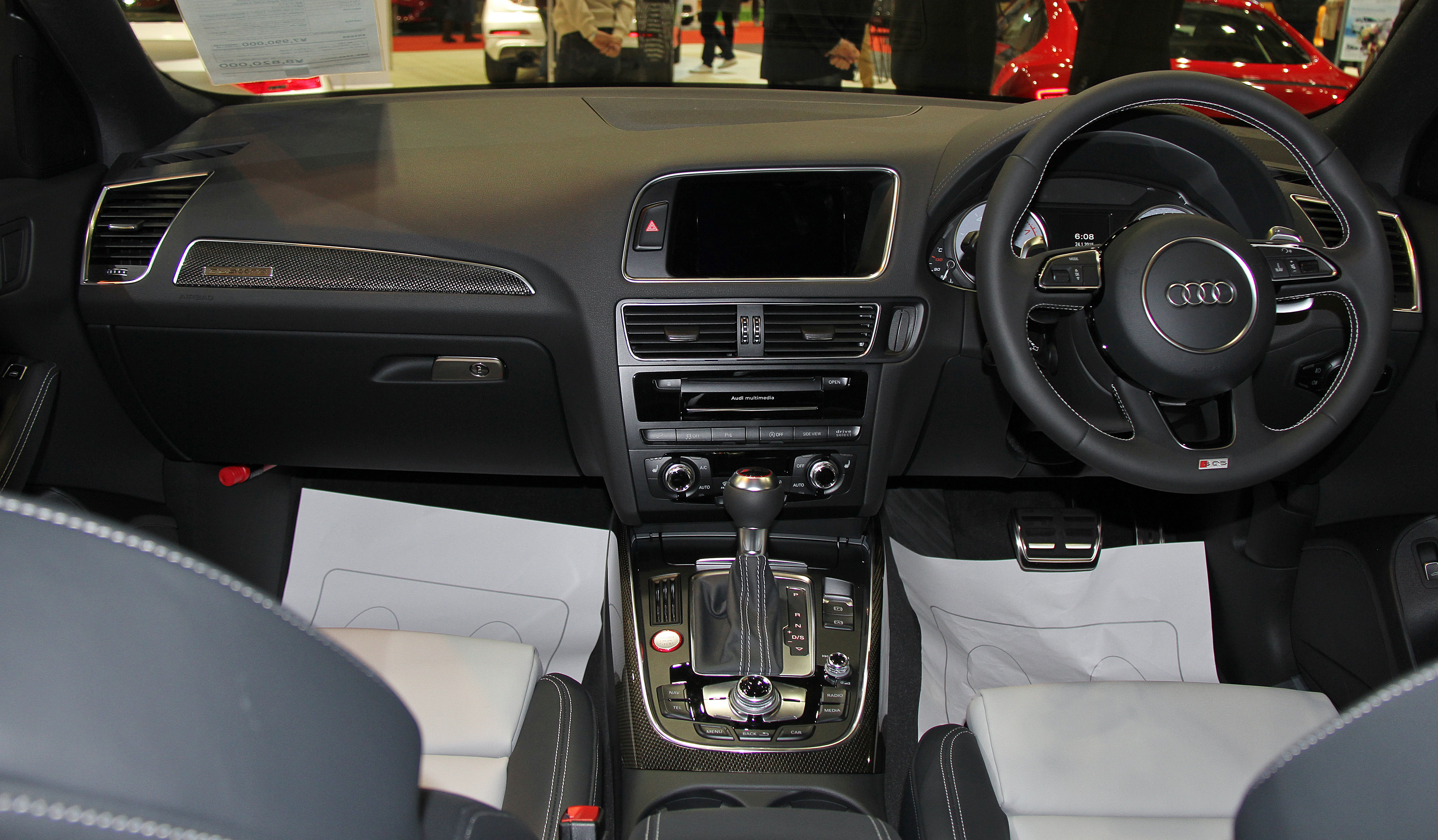
Audi SQ5, Interieur

### Motorisierungen
|                                            | SQ5 TDI                   | SQ5 TDI competition       | SQ5 TDI plus              | SQ5 TFSI (1)              |
| ------------------------------------------ | ------------------------- | ------------------------- | ------------------------- | ------------------------- |
| Bestellzeitraum                            | 09/2012–08/2015           | 04/2015–01/2017           | 10/2015–01/2017           | 05/2013–04/2017           |
| Motorkennbuchstaben                        | CGQB                      | CVUB                      | DEHA                      | CTUD/CTXA                 |
| Motorart                                   | Dieselmotor               | Dieselmotor               | Dieselmotor               | Ottomotor                 |
| Motorbauart                                | V-Bauart                  | V-Bauart                  | V-Bauart                  | V-Bauart                  |
| Motoraufladung                             | Bi-Turbolader             | Bi-Turbolader             | Bi-Turbolader             | Kompressor                |
| Gemischaufbereitung                        | Common-Rail-Einspritzung  | Common-Rail-Einspritzung  | Common-Rail-Einspritzung  | Direkteinspritzung        |
| Zylinder/Ventile                           | 6/24                      | 6/24                      | 6/24                      | 6/24                      |
| Hubraum                                    | 2967 cm³                  | 2967 cm³                  | 2967 cm³                  | 2995 cm³                  |
| max. Leistung bei min−1                    | 230 kW (313 PS)/3900–4500 | 240 kW (326 PS)/3900–4500 | 250 kW (340 PS)/4100–4300 | 260 kW (354 PS)/6000–6500 |
| max. Drehmoment bei min−1                  | 650 Nm/1450–2800          | 650 Nm/1450–2800          | 700 Nm/1500–2550          | 470 Nm/4000–4500          |
| Antriebsart, Serie                         | Allradantrieb             | Allradantrieb             | Allradantrieb             | Allradantrieb             |
| Getriebe, Serie                            | 8-Gang-tiptronic          | 8-Gang-tiptronic          | 8-Gang-tiptronic          | 8-Gang-tiptronic          |
| Leergewicht                                | 1995–2075 kg              | 2075 kg                   | 2075 kg                   | 2000 kg                   |
| max. Zuladung                              | 585–610 kg                | 585 kg                    | 585 kg                    | k. A.                     |
| max. Anhängelast                           | 2400 kg                   | 2400 kg                   | 2400 kg                   | k. A.                     |
| Beschleunigung, 0–100 km/h                 | 5,1–5,2 s                 | 5,1 s                     | 5,1 s                     | 5,4 s                     |
| Höchstgeschwindigkeit                      | 250 km/h (2)              | 250 km/h (2)              | 250 km/h (2)              | 250 km/h (2)              |
| Kraftstoffverbrauch auf 100 km, kombiniert | 6,6–6,8 l Diesel          | 6,6 l Diesel              | 6,6 l Diesel              | 8,5 l Super               |
| CO2-Emission, kombiniert                   | 174–179 g/km              | 174 g/km                  | 174 g/km                  | 199 g/km                  |
| Abgasnachbehandlung, PM                    | Dieselrußpartikelfilter   | Dieselrußpartikelfilter   | Dieselrußpartikelfilter   | –                         |
| Abgasnorm                                  | Euro 5/Euro 6 (3)         | Euro 6                    | Euro 6                    | –                         |

## 2. Generation (Typ FY, 2017–2024)
Im Januar 2017 präsentierte Audi auf der NAIAS die zweite Generation des SQ5. Dieser basiert auf dem Audi Q5 FY und wird zusammen mit diesem in einem neu errichteten Werk in Mexiko gebaut. Der SQ5 übernimmt den Antrieb aus dem S4 B9 und war erstmals in Europa mit Ottomotor erhältlich. Im Juni 2017 kam er in Deutschland zu den Händlern. Im Sommer 2019 löste ein Diesel den bereits im Frühjahr 2018 ausgelaufenen Benziner ab.

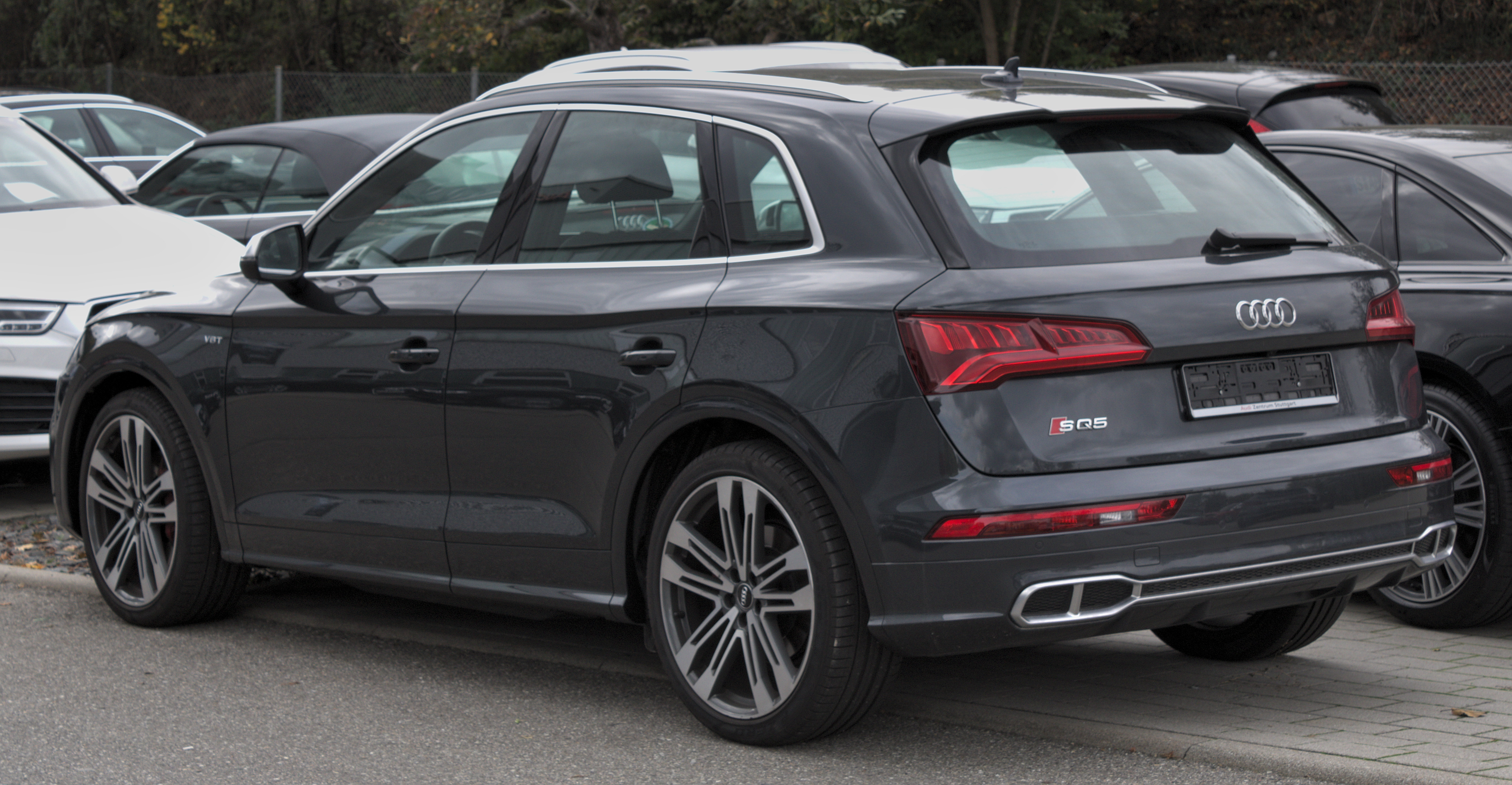
Heckansicht
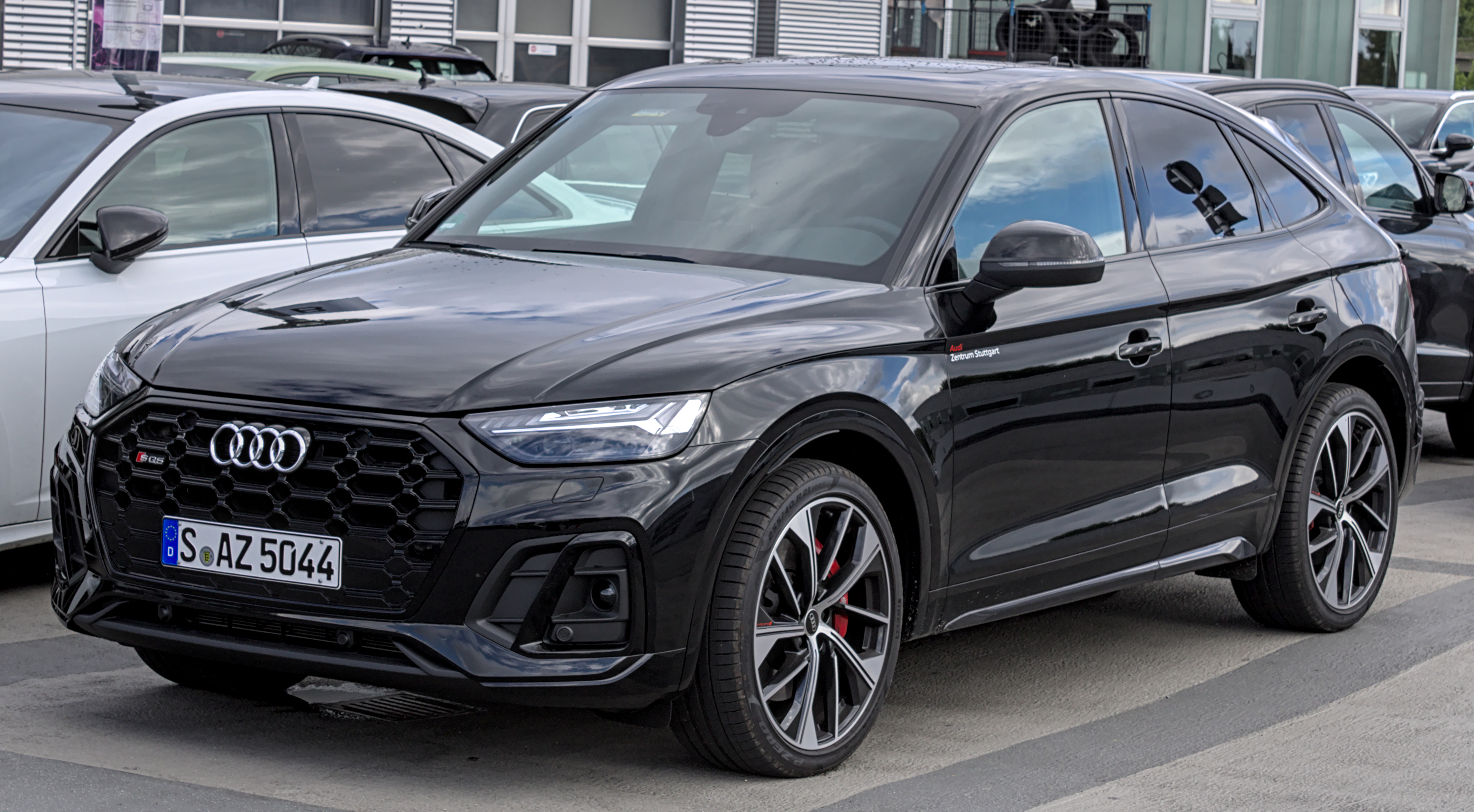
Audi SQ5 Sportback (2020–2024)
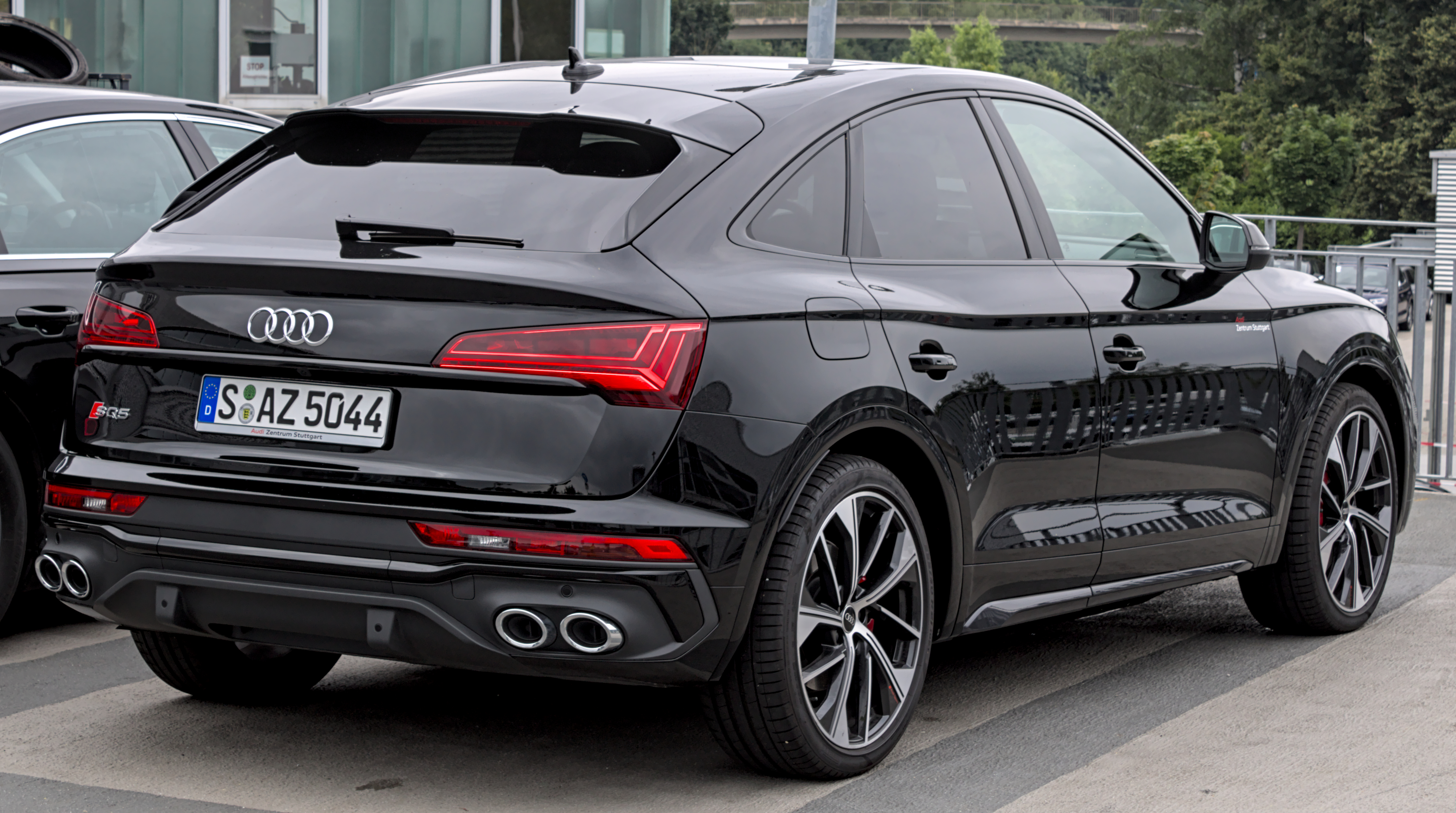
Heckansicht

### Motorisierungen
|                                            | SQ5 TFSI (1)              | SQ5 TDI                                 | SQ5 TDI                                 | SQ5 Sportback TDI                       |
| ------------------------------------------ | ------------------------- | --------------------------------------- | --------------------------------------- | --------------------------------------- |
| Bestellzeitraum                            | 06/2017–03/2018           | 05/2019–07/2020                         | 11/2020–11/2024                         | 11/2020–11/2024                         |
| Motorbaureihe                              | VW EA839                  | VW EA897evo2                            | VW EA897evo3                            | VW EA897evo3                            |
| Motorkennbuchstabe                         | CWGD                      |                                         |                                         |                                         |
| Motorart                                   | Ottomotor                 | Dieselmotor                             | Dieselmotor                             | Dieselmotor                             |
| Motorbauart                                | V-Bauart                  | V-Bauart                                | V-Bauart                                | V-Bauart                                |
| Motoraufladung                             | Turbolader                | VTG-Turbolader, elektrischer Verdichter | VTG-Turbolader, elektrischer Verdichter | VTG-Turbolader, elektrischer Verdichter |
| Gemischaufbereitung                        | Benzindirekteinspritzung  | Common-Rail-Einspritzung                | Common-Rail-Einspritzung                | Common-Rail-Einspritzung                |
| Zylinder/Ventile                           | 6/24                      | 6/24                                    | 6/24                                    | 6/24                                    |
| Hubraum                                    | 2995 cm³                  | 2967 cm³                                | 2967 cm³                                | 2967 cm³                                |
| max. Leistung bei min−1                    | 260 kW (354 PS)/5400–6400 | 255 kW (347 PS)/3850                    | 251 kW (341 PS)/3800–3950               | 251 kW (341 PS)/3800–3950               |
| max. Drehmoment bei min−1                  | 500 Nm/1370–4500          | 700 Nm/2500–3100                        | 700 Nm/1750–3250                        | 700 Nm/1750–3250                        |
| Antriebsart, Serie                         | Allradantrieb             | Allradantrieb                           | Allradantrieb                           | Allradantrieb                           |
| Getriebe, Serie                            | 8-Gang-tiptronic          | 8-Gang-tiptronic                        | 8-Gang-tiptronic                        | 8-Gang-tiptronic                        |
| Leergewicht                                | 1945 kg                   | 2055 kg                                 | 2085 kg                                 | 2085 kg                                 |
| max. Zuladung                              | 555 kg                    | 570 kg                                  | 585 kg                                  | 585 kg                                  |
| max. Anhängelast                           | 2400 kg                   | 2400 kg                                 | 2400 kg                                 | 2400 kg                                 |
| Beschleunigung, 0–100 km/h                 | 5,4 s                     | 5,1 s                                   | 5,1 s                                   | 5,1 s                                   |
| Höchstgeschwindigkeit                      | 250 km/h (abgeregelt)     | 250 km/h (abgeregelt)                   | 250 km/h (abgeregelt)                   | 250 km/h (abgeregelt)                   |
| Kraftstoffverbrauch auf 100 km, kombiniert | 8,3–8,5 l Super           | 6,3–6,8 l Diesel                        | 7,0 l Diesel                            | 7,0 l Diesel                            |
| CO2-Emission, kombiniert                   | 189–195 g/km              | 172–177 g/km                            | 185 g/km                                | 185 g/km                                |
| Abgasnorm                                  | Euro 6                    | Euro 6d-TEMP-EVAP-ISC                   | Euro 6d-ISC-FCM (ab 11/2023: Euro 6e)   | Euro 6d-ISC-FCM (ab 11/2023: Euro 6e)   |

## 3. Generation (Typ GU, seit 2024)
Die dritte Generation des SQ5 basiert auf dem Audi Q5 GU und wurde im September 2024 vorgestellt. Eine Sportback-Version mit flacher auslaufendem Dach folgte im November 2024. Angetrieben wird die Baureihe von einem 3,0-Liter-V6-Ottomotor mir 270 kW (367 PS).

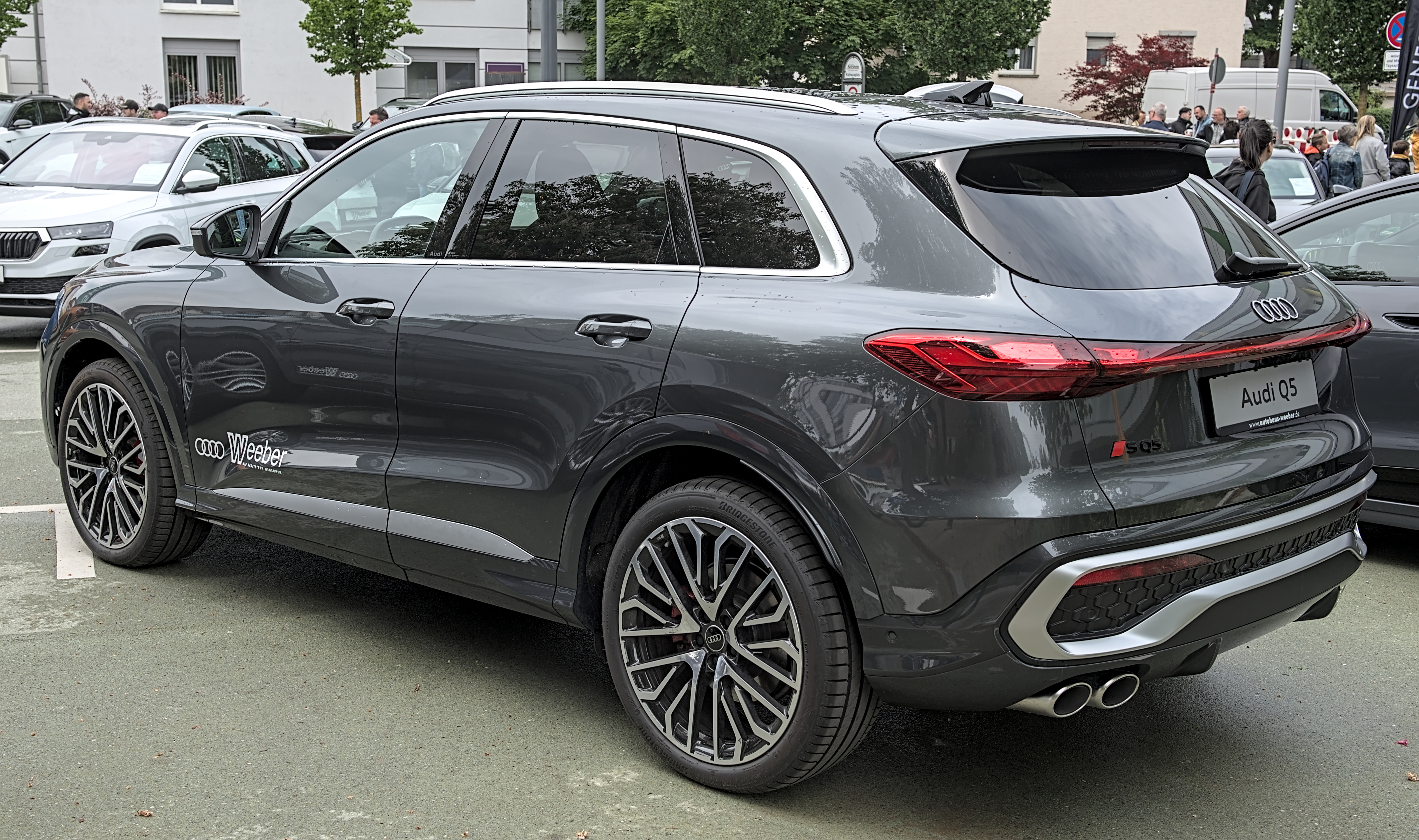
Heckansicht
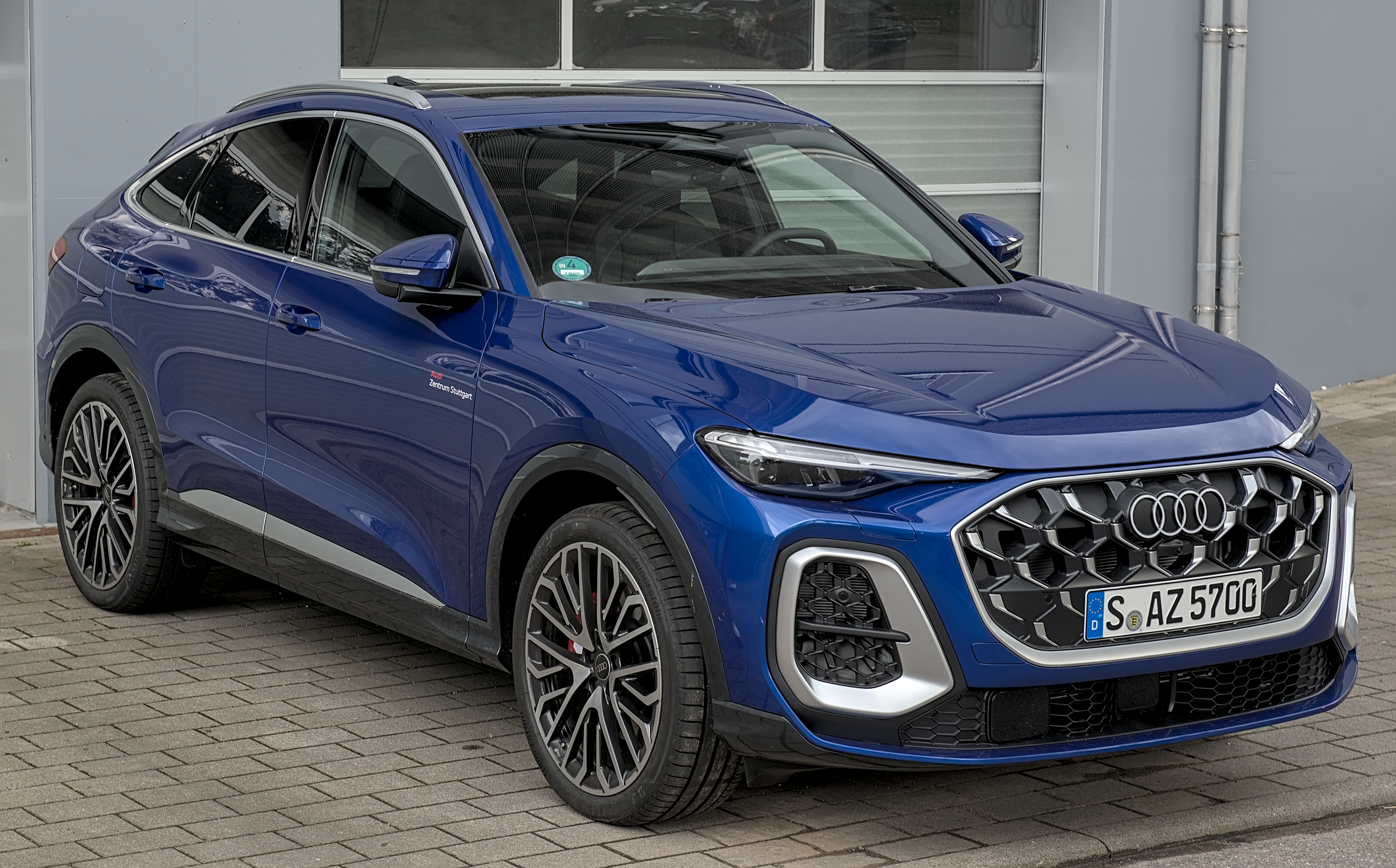
Audi SQ5 Sportback (seit 2024)
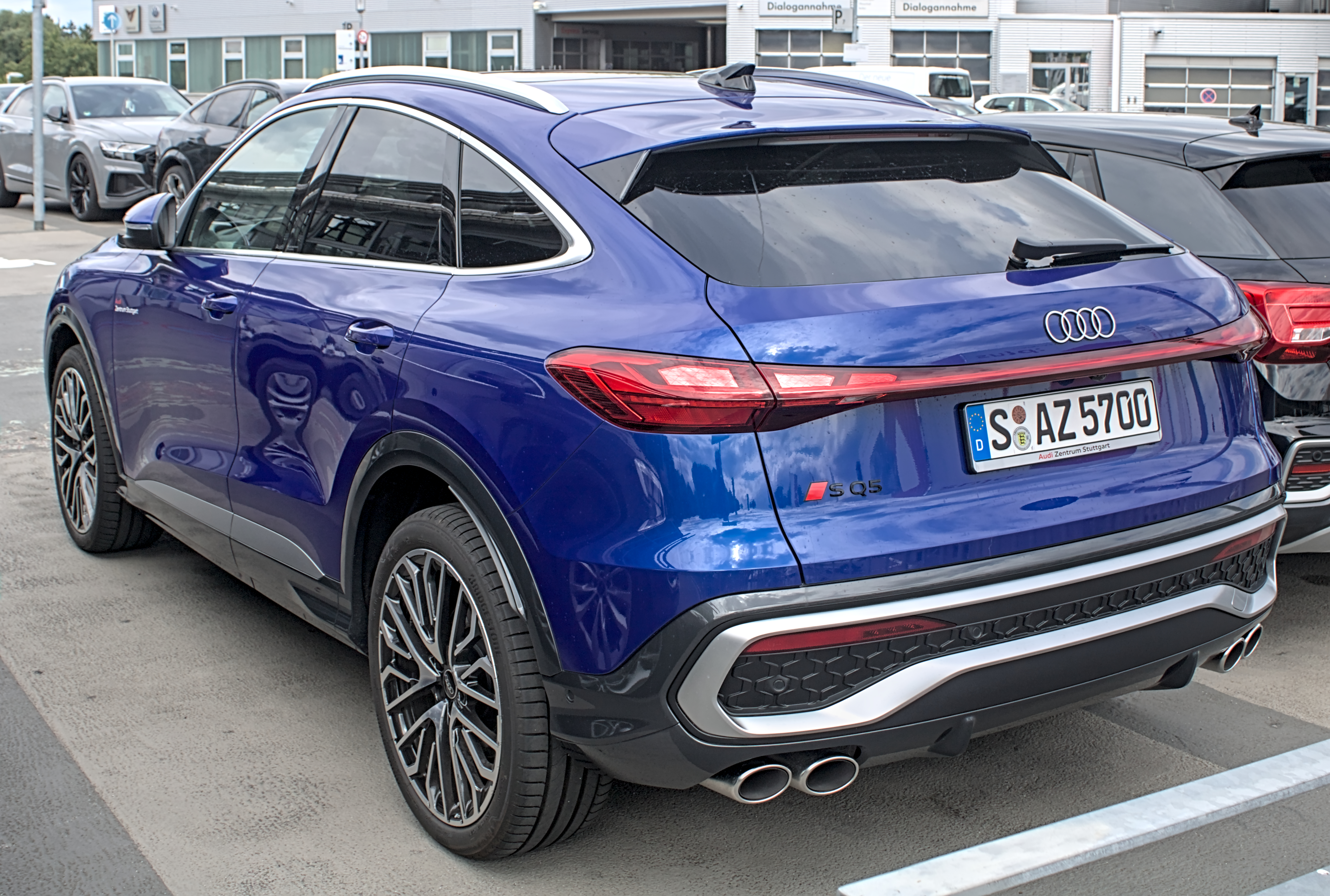
Heckansicht

### Motorisierungen
|                                            | SQ5 TFSI                  | SQ5 Sportback TFSI        |
| ------------------------------------------ | ------------------------- | ------------------------- |
| Bestellzeitraum                            | seit 09/2024              | seit 11/2024              |
| Motorbaureihe                              | VW EA839                  | VW EA839                  |
| Motorart                                   | Ottomotor                 | Ottomotor                 |
| Motorbauart                                | V-Bauart                  | V-Bauart                  |
| Motoraufladung                             | Turbolader                | Turbolader                |
| Gemischaufbereitung                        | Benzindirekteinspritzung  | Benzindirekteinspritzung  |
| Zylinder/Ventile                           | 6/24                      | 6/24                      |
| Hubraum                                    | 2995 cm³                  | 2995 cm³                  |
| max. Leistung bei min−1                    | 270 kW (367 PS)/5500–6300 | 270 kW (367 PS)/5500–6300 |
| max. Drehmoment bei min−1                  | 550 Nm/1700–4000          | 550 Nm/1700–4000          |
| Antriebsart, Serie                         | Allradantrieb             | Allradantrieb             |
| Getriebe, Serie                            | 7-Gang-tiptronic          | 7-Gang-tiptronic          |
| Leergewicht                                | 2115 kg                   | 2115 kg                   |
| max. Zuladung                              | 495 kg                    | 495 kg                    |
| max. Anhängelast                           | 2400 kg                   | 2400 kg                   |
| Beschleunigung, 0–100 km/h                 | 4,5 s                     | 4,5 s                     |
| Höchstgeschwindigkeit                      | 250 km/h (abgeregelt)     | 250 km/h (abgeregelt)     |
| Kraftstoffverbrauch auf 100 km, kombiniert | 8,1–8,8 l Super           | 8,1–8,8 l Super           |
| CO2-Emission, kombiniert                   | 185–200 g/km              | 184–199 g/km              |
| Abgasnorm                                  | Euro 6e                   | Euro 6e                   |